# Meizotropis buteiformis
Meizotropis buteiformis là một loài thực vật có hoa trong họ Đậu. Loài này được Voigt mô tả khoa học đầu tiên.